# Gail Palmer
Gail Palmer (també Gail Palmer-Slater St. Clair, Michigan, 4 d'abril de 1955) és una antiga productora i directora estatunidenca de pel·lícules pornogràfiques als Estats Units. durant finals dels anys setanta i principis dels vuitanta.
Entre les seves pel·lícules conegudes hi ha Hot Summer in the City (1976) protagonitzada per Lisa Baker com una noia blanca que és segrestada i maltractada per un grup d'homes negres, i les comèdies The Erotic Adventures of Candy (1978) protagonitzada per John Holmes i Carol Connors i Candy Goes to Hollywood (1979) protagonitzada per Carol Connors i la difunta cantant punk Wendy O. Williams.
Va aparèixer a Playboy el setembre de 1977 com una noia de l'estat de Michigan, esmentada a Playboy febrer de 1979 a "The Year in Sex", i en un article a Swank el juny de 1980. També a finals dels 70 va tenir una banda de rock anomenada Foreplay. La seva autobiografia, Candy Goes to Hollywood: the Gail Palmer Story, va aparèixer el 1994.
Després de separar-se amb el seu company de sempre Harry Mohney, li va ser més difícil aconseguir feina a la indústria d'entreteniment, i Gail tornaria a Michigan, on va conèixer el Dr. Charles Slater, l'aleshores oftalmòleg dels Detroit Red Wings. La parella es va casar l'any 1988.
Després d'una visita a la casa de Hunter S. Thompson el 1990, va acusar l'escriptor d'agressió sexual; els càrrecs es van retirar més tard.
Al llibre de 2007 The Book of Vice, l'autor Peter Sagal afirma que va ser contractat com a escriptor fantasma per a Gail Palmer, la va investigar i la va entrevistar, i va trobar que ella en realitat no dirigia les pel·lícules se li atribuïen sinó que va ser un front per al seu xicot. Va escriure el seu llibre amb negres, però mai es va publicar. El seu xicot en aquell moment era un distribuïdor porno Harry Mohney. El 1984 el va demandar per excloure-la dels beneficis de les seves pel·lícules.
Al llibre del 2006 When Elvis Meets the Dalai Lama, l'autor Murray Silver afirma haver escrit l'autobiografia de Palmer com a fantasma.

## Filmografia
Directora
- Shape-Up for Sensational Sex (Video) (1985)
- The Best of Gail Palmer (1981)
- Prisoner of Paradise (1980)
- Candy Goes to Hollywood (1979)
- Erotic Adventures of Candy (1978)
- Hot Summer in the City (1976)

Actriu
- Shape-Up for Sensational Sex (Video) (1985)
- Prisoner of Paradise (1980)
- Candy Goes to Hollywood (1979)
- Erotic Adventures of Candy (1978)